# Tjuvesjöarna (Torps socken, Dalsland)
Tjuvesjöarna är en sjö i Färgelanda kommun i Dalsland och ingår i Göta älvs huvudavrinningsområde. Sjöns area är 0,014 kvadratkilometer och den befinner sig 108 meter över havet.